# Verde rápido FCF
El Verde rápido CFC es un colorante sintético de color verde.  Se trata de un colorante que se presenta en forma de sal disódica de la familia de los triarilmetanos. Se emplea en la industria alimentaria  como colorante con el código E 143. Se suele emplear en algunas decoraciones reposteras, confitería (en la coloración de caramelos y gominolas), así como en salsas emulsionadas (mahonesas, cremas para ensaladas, etc.). Se emplea a veces como colorante trazador. 

## Usos
Aparte de los usos como colorante alimentario en el procesado de algunos alimentos, como pueden ser de repostería y confitería y en la tinción de verduras enlatados, como por ejemplo guisantes [cita requerida], se emplea en diversas operaciones de química analítica, como puede ser la electroforesis, en la tinción de proteínas, Posee un pico de absorción máximo en 625 nm.

## Salud
Algunos organismos de regulación alimentaria han adoptado una Ingesta diaria admisible de 25 miligramos por kilogramo de peso corporal por día, Es poco absorbida por el tracto intestinal por lo que tiene la capacidad de colorear las heces de color verde/amarillo. 